# Bystra matinangis
Bystra matinangis là một loài tò vò trong họ Ichneumonidae.